# Chiesa di Santa Maria di Cepola
La chiesa di Santa Maria di Cepola o Santa Maria bambina è una delle chiese di Quartu Sant'Elena.
È ubicata in via Santa Maria, nel quartiere di Cepola.

## Storia
La chiesa è documentata fin dall'XI secolo. Probabilmente venne costruita sui ruderi di una chiesa paleocristiana.
Nel 1089 venne donata dal giudice di Cagliari Costantino I Salusio II a Riccardo, abate di San Vittore. Nel corso dei vari secoli subì numerosi restauri resi necessari dell'incuria e dell'abbandono che rispettarono poco lo stile originario.
Probabilmente la chiesa fu in parte ricostruita nel XII secolo. In questo periodo la chiesa era già dedicata alla Madonna ed era denominata "la iglesia de la Conception". Già dal 1341 la chiesa non era più di proprietà dei Vittorini.

## Descrizione
La chiesa ha una pianta rettangolare costituita da una sola navata terminante con un'abside semicircolare.
La navata ha una copertura in legno realizzata in due periodi diversi.
La facciata è sovrastata da un campanile a vela di realizzazione relativamente recente e da alcuni merletti che vennero aggiunti successivamente secondo un'usanza dello stile gotico catalano molto diffuso a Quartu all'epoca.
Gli arredi della chiesa sono pochi e semplici: sono presenti un quadro della Vergine posto sull'altare e delle statue di Maria Vergine, di santo Stefano e di sant'Anastasia. È inoltre è presente un'acquasantiera del '600 a forma di testa umana